# شيرين أب (مياندوآب)
شيرين‌ أب هي قرية في مقاطعة مياندوآب، إيران. عدد سكان هذه القرية هو 395 في سنة 2006.